# Naïve
Naïve – piąty album studyjny niemieckiego zespołu industrialno-rockowego KMFDM, wydany 15 listopada 1990 roku przez wytwórnię Wax Trax! Records. Został nagrany w Hamburgu. Album bardzo szybko został wycofany z dystrybucji przez utwór "Liebeslied", który zawierał nieautoryzowany sample "Carmina Burana" Carla Orffa. Oryginalny Naïve jest dziś uważany za rzadkość, a wszelkie reedycje albumu zawierają edytowaną wersję "Liebeslied".

## Opis
Album Naive był pierwszym albumem zespołu KMFDM ocenionym znakomicie przez fanów i profesjonalnych krytyków muzycznych; charakteryzuje się ciężkimi industrialno-rockowymi brzmieniami wraz z utrzymywaniem go w klimacie muzyki industrial dance. Zespół w kilku piosenkach zawiera odniesienia i wzmianki o samym sobie i do motywów z poprzednich piosenek z albumu UAIOE z 1989 roku. Utwory są utrzymywane w tanecznym klimacie wraz z częstym i mocnym beatowaniem i łączą się z użyciem gitarowych riffów. Większość piosenek zawiera męskie i żeńskie wokale w tle, co stało się wizytówką KMFDM. Największą popularnością cieszyły się utwory Naive (tytułowy) i Liebeslied, z czego pierwszy jest utrzymywany w klimacie industrial dance, a drugi jest orkiestrowy.

## Tło
Album został wycofany z dystrybucji przez nieautoryzowany sample na Liebeslied z utworu Carmina Burana, po czym album został edytowany i przywrócony; ponadto utwór Godlike sampluje utwór Angel of Death zespołu Slayer.

## Odbiór
Album Naïve otrzymał rewelacyjne oceny krytyków; Stephen Thomas Erlewine nazwał album jednym z najmocniejszych albumów KMFDM, a Ned Raggett z Allmusic stwierdził, że KMFDM zaczęło odnosić sukcesy wraz z genialnym Naïve i nazwał on album jednym z najważniejszych albumów muzyki industrialnej. Szczególnie chwalił piosenki Naïve i Liebeslied.

## Lista utworów
1. "Welcome" - 0:18
2. "Naïve" - 5:26
3. "Die Now-Live Later" - 5:01
4. "Piggybank" - 6:37
5. "Achtung!" - 4:24
6. "Friede" (Remix) - 4:38
7. "Liebeslied" - 5:34
8. "Go to Hell" - 4:59
9. "Virus" (Dub) - 6:28
10. "Disgust" (na żywo w Seattle) - 2:58
11. "Godlike" (Chicago Trax Version) - 3:33

Naïve/Hell to Go
Pierwsze nowe wydanie Naïve zawierające pięć remiksów oryginalnych utworów, w tym i utworu "Liebeslied". Został wydany 1 marca 1994 roku i zawiera lekko zmienioną okładkę względem oryginału.
1. "Welcome" - 0:17
2. "Naïve" - 5:23
3. "Go to Hell" (Fuck MTV Mix) - 5:45
4. "Virus" (Pestilence Mix) - 5:08
5. "Godlike" (Doglike Mix) - 5:37
6. "Leibesleid" (Infringement Mix) - 4:39
7. "Die Now-Live Later" (Born Again Mix) - 5:09
8. "Piggybank" - 6:36
9. "Achtung!" - 4:21
10. "Friede" (Remix) - 4:40
11. "Disgust" (na żywo w Seattle) - 2:55

Wydanie z 2006 roku
1. "Welcome" - 0:18
2. "Naïve" - 5:26
3. "Die Now-Live Later" - 5:01
4. Piggybank" - 6:37
5. "Achtung!" - 4:24
6. "Friede" (Remix) - 4:38
7. "Liebeslied" (edytowany) - 5:34
8. "Go to Hell" - 4:59
9. "Virus" (Dub) - 6:28
10. "Disgust" (na żywo w Seattle) - 2:58
11. "Godlike" (Chicago Trax Version) - 3:33
12. "Go to Hell" (Fuck MTV Mix) - 5:45
13. "Virus" (Pestilence Mix) - 5:08
14. "Godlike" (Doglike Mix) - 5:37
15. "Leibesleid" (Infringement Mix) - 4:39
16. "Die Now-Live Later" (Born Again Mix) - 5:09